# Tom McBride
Tom McBride – amerykański aktor i model. Urodzony 7 października 1952 roku, zmarł w wieku niespełna czterdziestu trzech lat na AIDS. Zadebiutował rolą Marka w horrorze Steve'a Minera Piątek, trzynastego II (1981). Wystąpił także w kilku produkcjach telewizyjnych. Jego ostatni film, Life and Death on A List, traktujący o życiu i śmierci homoseksualistów chorych na AIDS, miał premierę rok po jego śmierci i ujawnił jego orientację seksualną.